# Wendelin Freienstein
Wendelin Freienstein (* 18. Juli 1909 in Gelsenkirchen; † 19. Juli 1973 in Düsseldorf) war ein deutscher Jurist und Verwaltungsbeamter.

## Leben
Wendelin Freienstein wurde am 18. Juli 1909 als Sohn eines Bankdirektors in Gelsenkirchen geboren. Nach dem Abitur nahm er ein Studium der Rechtswissenschaft an den Universitäten in Köln und Bonn auf, das er mit dem Ersten Juristischen Staatsexamen beendete. Er absolvierte von 1932 bis 1935 sein Referendariat beim Amtsgericht Brilon, beim Landgericht Essen, beim Amtsgericht Gelsenkirchen, beim Oberlandesgericht Hamm sowie in einer Kölner Rechtsanwaltskanzlei. Nach bestandenem Zweiten Juristischen Staatsexamen trat er 1935 als Gerichtsassessor beim Reichsjustizprüfungsamt in den Staatsdienst ein. 1936 promovierte er mit der Dissertation Läßt sich die Strafbarkeit von Unterlassungsdelikten auch auf die Verletzung sittlicher Pflichten zurückführen? zum Doktor der Rechte. Im Anschluss daran arbeitete er als Assessor bei den Finanzämtern in Falkenstein und Plauen, ehe er 1937 in gleicher Funktion zum Oberfinanzpräsidium Leipzig wechselte. Von 1937 bis 1938 arbeitete er beim Finanzamt in Aue und von 1938 bis 1939 beim Finanzamt in Bielefeld. Freienstein wurde 1939 zum Regierungsrat ernannt und war danach bis 1945 als Lehrer an den Reichsfinanzschulen in Feldkirch und Herrsching tätig. Neben seiner beruflichen Tätigkeit leistete er von 1940 bis 1945 Kriegsdienst.
Nach dem Zweiten Weltkrieg trat Freienstein erneut in den Verwaltungsdienst ein. Er stand von 1946 bis 1950 dem Finanzamt Soest vor und wechselte dann als Oberregierungsrat ins Finanzministerium des Landes Nordrhein-Westfalen, wo er 1952 zum Regierungsdirektor und 1953 zum Ministerialrat ernannt wurde. Von 1957 bis 1958 fungierte er als Direktor der Landesfinanzschule Nordrhein-Westfalen mit Sitz in Nordkirchen. Im Anschluss daran wechselte er wiederum in den Dienst des Finanzministeriums, seit 1958 als Ministerialdirigent und von 1959 bis zu seinem Eintritt in den einstweiligen Ruhestand am 30. September 1970 als Staatssekretär. Des Weiteren war er stellvertretender Vorsitzender des Stiftungsrates der Stiftung Preußischer Kulturbesitz. Wendelin Freienstein starb am 19. Juli 1973 in Düsseldorf.
Freienstein war seit 1928 Mitglied der KDB Winfridia zu Bonn im RKDB sowie Bandphilister weiterer RKDB-Verbindungen in Bonn und Düsseldorf.